# Guaratinguetá
Guaratinguetá város Brazíliában, São Paulo államban. Lakosainak száma 119 073 fő (2015. július 1.). Guaratinguetá Campos do Jordão, Cunha, Aparecida, Delfim Moreira, Lagoinha, Lorena, Pindamonhangaba, Piquete és Potim községekkel határos.

## Népesség
A település népességének változása:
| Lakosok száma | 104 219 | 112 072 | 119 073 | 122 505 | 118 044 |
|               | 2000    | 2010    | 2015    | 2020    | 2022    |